# Belén Casetta
Belén Casetta, född 26 september 1994, är en argentinsk friidrottare. Hon deltog vid olympiska sommarspelen 2016 och olympiska sommarspelen 2020.